# Minyaspis granti
Minyaspis granti is een rankpootkreeftensoort uit de familie van de Oxynaspididae. De wetenschappelijke naam van de soort is voor het eerst geldig gepubliceerd in 1940 door Totton.